# Ronde van Vlaanderen voor Vrouwen
Ronde van Vlaanderen voor Vrouwen (ang. Tour of Flanders for Women) – kolarski, kobiecy wyścig jednodniowy (tzw. „klasyk”) rozgrywany od 2004 roku we Flandrii w Belgii w kwietniu. Od początku swojego istnienia jest częścią cyklu najważniejszych zawodów kolarskich dla kobiet – Pucharu Świata (obecnie UCI Women’s World Tour). Jest on kobiecym odpowiednikiem słynnego wyścigu mężczyzn Ronde van Vlaanderen, zawody dla mężczyzn i kobiet odbywają się w tym samym dniu i przebiegają tą samą trasą, przy czym ta dla kobiet jest skrócona.

## Lista zwyciężczyń
| Rok  | Pierwsze                    | Drugie               | Trzecie                     |
| ---- | --------------------------- | -------------------- | --------------------------- |
| 2004 | Zulfija Zabirowa            | Trixi Worrack        | Leontien van Moorsel        |
| 2005 | Mirjam Melchers             | Susanne Ljungskog    | Monia Baccaille             |
| 2006 | Mirjam Melchers             | Christiane Soeder    | Loes Gunnewijk              |
| 2007 | Nicole Cooke                | Zulfija Zabirowa     | Marianne Vos                |
| 2008 | Judith Arndt                | Kristin Armstrong    | Kirsten Wild                |
| 2009 | Ina-Yoko Teutenberg         | Kirsten Wild         | Emma Johansson              |
| 2010 | Grace Verbeke               | Marianne Vos         | Kirsten Wild                |
| 2011 | Annemiek van Vleuten        | Tatjana Antoszyna    | Marianne Vos                |
| 2012 | Judith Arndt                | Kristin Armstrong    | Joelle Numainville          |
| 2013 | Marianne Vos                | Ellen van Dijk       | Emma Johansson              |
| 2014 | Ellen van Dijk              | Lizzie Armitstead    | Emma Johansson              |
| 2015 | Elisa Longo Borghini        | Jolien D’Hoore       | Anna van der Breggen        |
| 2016 | Lizzie Armitstead           | Emma Johansson       | Chantal Blaak               |
| 2017 | Coryn Rivera                | Gracie Elvin         | Chantal Blaak               |
| 2018 | Anna van der Breggen        | Amy Pieters          | Annemiek van Vleuten        |
| 2019 | Marta Bastianelli           | Annemiek van Vleuten | Cecilie Uttrup Ludwig       |
| 2020 | Chantal van den Broek-Blaak | Amy Pieters          | Lotte Kopecky               |
| 2021 | Annemiek van Vleuten        | Lisa Brennauer       | Grace Brown                 |
| 2022 | Lotte Kopecky               | Annemiek van Vleuten | Chantal van den Broek-Blaak |
| 2023 | Lotte Kopecky               | Demi Vollering       | Elisa Longo Borghini        |
| 2024 | Elisa Longo Borghini        | Katarzyna Niewiadoma | Shirin van Anrooij          |
| 2025 |                             |                      |                             |